# 홍은영
홍은영(1964년 11월 21일 ~ )은 대한민국의 만화가이다. 《만화로 보는 그리스 로마 신화》와 《홍은영의 그리스 로마 신화》로 잘 알려져 있다. 《만화로 보는 그리스 로마 신화》는 《올림포스 가디언》이라는 이름으로 텔레비전 애니메이션화되어 공개되었다.

## 작품
- 《만화로 보는 그리스 로마 신화》
- 《홍은영의 그리스 로마 신화》 (2007 ~ 2010)